# واين ر. براينت
واين ر. براينت (بالإنجليزية: Wayne R. Bryant)‏ هو سياسي أمريكي، ولد في 7 نوفمبر 1947 في كامدن في الولايات المتحدة. حزبياً، نشط في الحزب الديمقراطي. وقد انتخب عضو مجلس ولاية نيوجيرسي وانتخب عضو جمعية نيوجيرسي العامة.